# 클럽 33

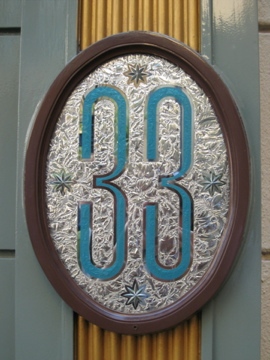
클럽 33의 문패.

클럽 33(Club 33)은 디즈니랜드 뉴올리언스 스퀘어의 중심부에 위치한 회원제 레스토랑이다. 공식적으로는 테마 파크에서 비밀로 유지하는 장소로, 클럽의 입구는 블루 바이유 레스토랑 근처의 "33 로얄 스트리트"에 있으며, 숫자 33이 꾸며진 현판을 보고 찾을 수 있다. 캐리비안의 해적 어트랙션을 탈 때는 블루 바이유 레스토랑 전체를 볼 수 있는데, 레스토랑의 발코니 위에 실제 클럽 33의 일부가 보인다.
클럽 33의 회원과 그들에게 초청 받은 손님들은 클럽의 레스토랑에 들어갈 수 있는 독점적인 권한이 있으며, 공개적으로 과대하게 모임을 열지 않는 것을 전제로 한다. 디즈니랜드는 주류 면허를 가지고 있기 때문에 가끔씩 개인 행사를 위해 공원에 바를 설치하는 경우도 있지만, 술을 제공하는 장소는 이곳이 유일하다. 클럽 33의 주류 목록에는 200 달러를 호가하는 포도주도 있다. 클럽 33은 맥주와 포도주를 비롯한 다양한 주류를 구비한 바를 갖추고 있다. 손님은 바에서 바로 음료를 주문하지 않고 반드시 웨이터에게 주문을 해야 한다.

## 기원
1962년부터 1965년까지의 뉴욕 세계 박람회에서 다양한 기업 창설자들과 어트랙션에 관련한 업무를 진행할 때, 월트 디즈니는 기업가들의 편의를 위한 다양한 "VIP 휴게실"을 제공한다고 언급하였다. 이렇게 해서 만들어진 것이 지금의 클럽 33이다. 뉴올리언스 스퀘어를 계획하는 단계에는 기업 스폰서와 VIP를 접대하는 이 특별한 공간도 포함되어 있었다. 디즈니는 예술가 도로시 레드몬드에게 건물 내부의 그림을 부탁하였고, 할리우드 세트 감독 에밀 쿠리를 고용하여 내부 시설을 장식하도록 했다. 본래는 디즈니랜드의 기업 스폰서와 사업 VIP만 독점적으로 이용할 수 있는 시설로 계획되었으나, 디즈니가 사망한 지 5달 후인 1967년 5월 개장하면서 개인 회원도 모집하게 되었다.
"클럽 33"의 이름에 대한 기원에는 다양한 주장이 있다. 어떤 이는 클럽 33의 이름이 당시 디즈니랜드에 셰브론을 비롯한 33개의 스폰서가 있던 것에서 온 것이라고 주장한다. 또, 월트 디즈니가 단순히 "33"을 좋아해서 선택했다는 주장도 있다. 클럽 33 종업원의 설명에 따르면, 월트는 주류 면허를 가지고 있었고, 클럽에서 술을 대접하기를 원했다고 한다. 이 주류 면허를 따기 위해서는 정확한 주소가 필요했다. 월트는 디즈니랜드가 술에서 자유로운 공간이기를 원했기 때문에 공원의 하버 대로 주소를 사용하기를 원치 않았고, 공사 중이었던 뉴올리언스 스퀘어의 모든 건물에 주소를 달기로 결정하였다. 종업원은 월트의 행운의 숫자가 3이었기에 "33"이라는 숫자를 선택했다고 한다. 가장 보편적인 설명은 "33"이라는 숫자가 "미키 마우스" (Micky Mouse)의 알파벳 "M" 두 개를 가로로 눕혀서 본 것이라는 것이다. 또한, 친딸인 다이앤 디즈니 밀러의 출생년이 1933년이었기 때문이라는 주장도 있다. 디즈니랜드의 관광 가이드와 클럽 경영자에 따르면, 클럽의 이름은 단순히 문에 배정된 주소에 따른 것이라고 한다. 뉴올리언스 광장의 모든 건물에는 주소가 있으며, 이것은 건물을 가리키는 숫자로 나타낸다.

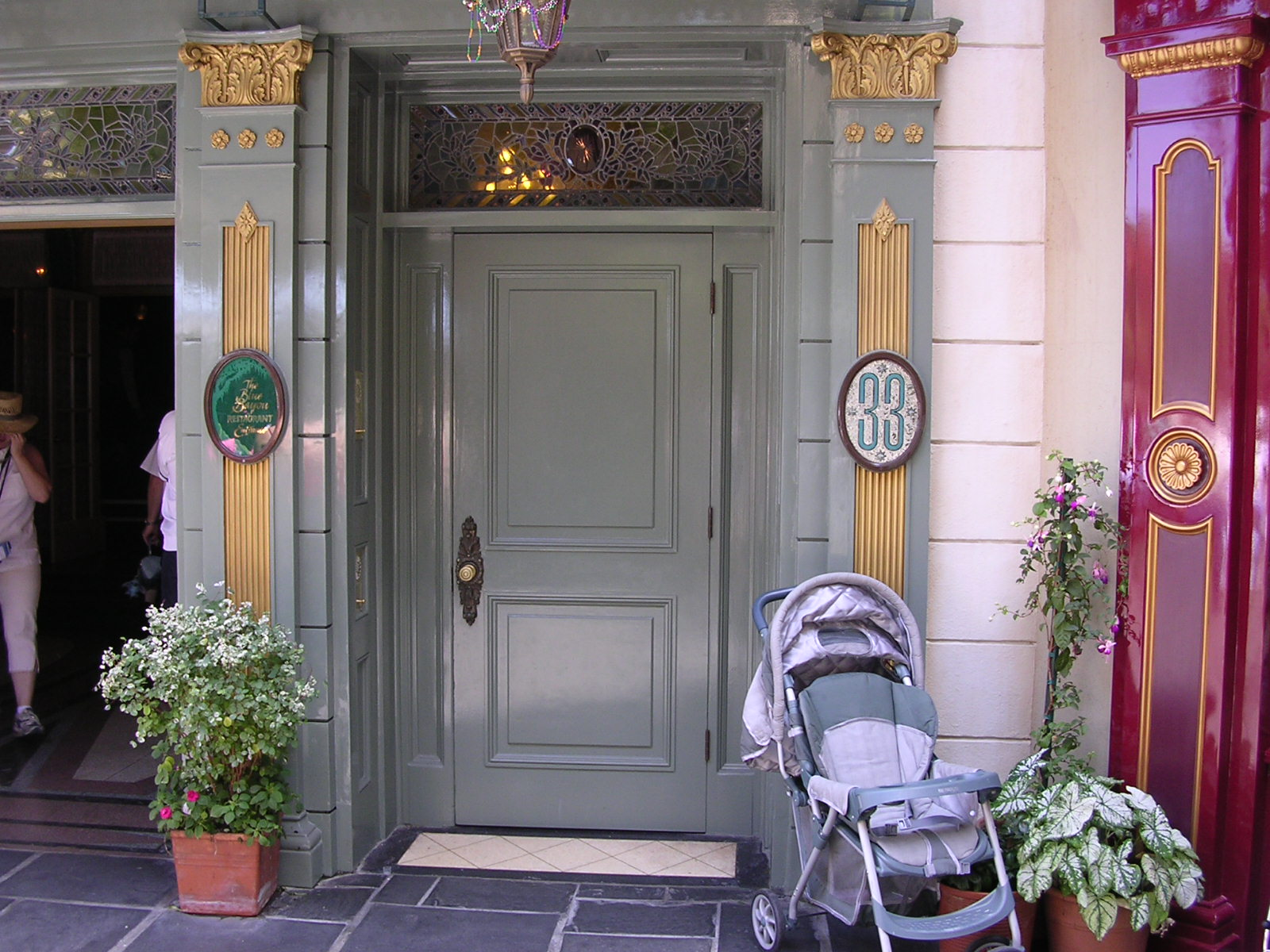
디즈니랜드 클럽 33의 입구.

## 도쿄 디즈니랜드 '클럽 33'
두 번째 클럽 33은 도쿄 디즈니랜드에 있다. 멤버들의 특권은 상대적으로 덜하다.